# Тавеккьо, Джорджо
Джорджо Тавеккьо (итал. Giorgio Tavecchio; 16 июля 1990, Милан) — итальянский футболист, кикер клуба Европейской лиги футбола «Барселона Дрэгонз». Выступал в НФЛ в составе клубов «Окленд Рэйдерс» и «Атланта Фэлконс», играл за команду XFL «Лос-Анджелес Уайлдкэтс» и ряд команд европейских лиг. На студенческом уровне выступал за команду Калифорнийского университета в Беркли.

## Биография
Джорджо Тавеккьо родился в Милане 16 июля 1990 года. Его отец Ренато был итальянцем, мать Габриэлла американкой итальянского происхождения. Она находилась на государственной службе и каждые три года меняла место работы. Благодаря постоянным переездам Джорджо говорит на четырёх языках. Когда ему было девять лет, семья переехала в Калифорнию в город Морага. Там, во время учёбы в средней школе, он впервые познакомился с американским футболом. После её окончания Тавеккьо намеревался поступать в университет в Дейвисе, чтобы играть за его команду по соккеру, но затем сделал выбор в пользу Беркли.

### Любительская карьера
В октябре 2008 года после травмы Дэвида Сирайта Тавеккьо стал основным кикером команды. В играх сезона он набрал 52 очка, реализовав 9 из 13 попыток филд-гола, а также все 25 экстрапойнтов. В 2009 году на его счету было 38 очков в одиннадцати играх. Начиная с сезона 2010 года Джорджо полностью пробивал все филд-голы и начальные удары своей команды. В двенадцати матчах он набрал 70 очков и вошёл в десятку лучших кикеров конференции Pac-10 по среднему количеству очков за игру, точности реализации экстрапойнтов и филд-голов.
В своём последнем сезоне в колледже Тавеккьо сыграл в тринадцати матчах, снова став одним из лучших кикеров конференции. По его итогам он вошёл в число претендентов на приз Уильяма Кэмпбелла, вручаемый лучшему игроку NCAA, также добившемуся успехов в учёбе. Суммарно Джорджо сыграл за «Калифорнию» в 46 матчах и набрал 265 очков, пятый результат в истории колледжа. Университет он окончил с дипломом бакалавра в областях политологии и экономики.

#### Статистика выступлений в NCAA
| Сезон | Команда                 | Игры | Кикер | Кикер | Кикер | Кикер | Кикер | Кикер | Пантер | Пантер | Пантер |
| Сезон | Команда                 | Игры | XPM   | XPA   | XP%   | FGM   | FGA   | FG%   | Punts  | Yds    | Y/A    |
| ----- | ----------------------- | ---- | ----- | ----- | ----- | ----- | ----- | ----- | ------ | ------ | ------ |
| 2008  | Калифорния Голден Беарс | 10   | 25    | 25    | 100,0 | 9     | 13    | 69,2  | 0      | 0      | 0,0    |
| 2009  | Калифорния Голден Беарс | 11   | 14    | 14    | 100,0 | 8     | 12    | 66,7  | 0      | 0      | 0,0    |
| 2010  | Калифорния Голден Беарс | 12   | 37    | 39    | 94,9  | 11    | 16    | 68,8  | 0      | 0      | 0,0    |
| 2011  | Калифорния Голден Беарс | 13   | 36    | 42    | 85,7  | 20    | 23    | 87,0  | 0      | 0      | 0,0    |
| Всего | Всего                   | 46   | 112   | 120   | 93,3  | 48    | 64    | 75,0  | 0      | 0      | 0,0    |

### Профессиональная карьера
На драфте НФЛ 2012 года Тавеккьо не был выбран ни одной из команд. В мае в статусе свободного агента он подписал контракт с «Сан-Франциско Форти Найнерс». Обозреватель Bleacher Report Дэн Мори, анализируя это решение клуба, отмечал, что главной целью приглашения Джорджо было его участие в предсезонных сборах, чтобы не подвергать излишним нагрузкам основного кикера Кэма Эйкерса. При этом, из-за низкой реализации филд-голов в ключевые моменты матчей, которую Тавеккьо показывал в колледже, как конкурент для Эйкерса он не рассматривался. Двадцать седьмого августа, во время сокращения составов перед стартом регулярного чемпионата, он был отчислен. За Сан-Франциско он сыграл три предсезонных матча, реализовав один филд-гол и два экстрапойнта.
В марте 2013 года Тавеккьо подписал контракт с «Грин-Бэй Пэкерс». Во время сборов команды он бил по воротам с точностью 86 %, но проиграл конкуренцию ветерану Мейсону Кросби и новичку Закари Рамиресу. В августе его отчислили. Перед началом сезона 2014 года Джорджо пытался пробиться в состав «Детройт Лайонс», но уступил задрафтованному в седьмом раунде новичку Нейту Фризу. Сразу же после этого контракт с ним подписали «Окленд Рэйдерс».
С 2014 по 2017 год Тавеккьо находился в тренировочном составе «Рэйдерс», несколько раз выставлялся на драфт отказов, но затем возвращался в команду. В 2017 году он дебютировал в Национальной футбольной лиге, заменив травмированного кикера команды Себастьяна Джаниковски. Он провёл за «Окленд» шестнадцать игр, реализовав 16 филд-голов и 33 из 34 экстрапойнтов. После завершения сезона Джорджо был отчислен, а в апреле 2018 года подписал контракт с «Атлантой». В регулярном чемпионате 2018 года Тавеккьо сыграл в трёх матчах, реализовав все восемь экстрапойнтов и пять из пяти филд-голов, включая 56-ярдовый удар в игре против «Нью-Йорк Джайентс», после чего он был признан Игроком недели в спецкомандах в Национальной футбольной конференции. Летом 2019 года он неудачно сыграл в предсезонных матчах и перед началом чемпионата был отчислен.
В начале 2020 года Тавеккьо провёл один матч за команду XFL «Лос-Анджелес Уайлдкэтс», покинув её после того, как лига прекратила свою деятельность. В ноябре он подписал контракт с «Теннесси Тайтенс», желавшим создать дополнительную конкуренцию для неудачно играющего Стивена Гостковски. Спустя две недели Джорджо отчислили, взяв на его место кикера-новичка Сэма Сломана. В марте 2021 года он подписал контракт с клубом «Милано Симен», но уже через несколько месяцев перешёл в команду Европейской лиги футбола «Барселона Дрэгонз».

#### Статистика выступлений в НФЛ

##### Регулярный чемпионат
| Сезон | Команда         | Игры | Кикер | Кикер | Кикер | Кикер | Кикер | Кикер | Пантер | Пантер | Пантер |
| Сезон | Команда         | Игры | XPM   | XPA   | XP%   | FGM   | FGA   | FG%   | Punts  | Yds    | Y/A    |
| ----- | --------------- | ---- | ----- | ----- | ----- | ----- | ----- | ----- | ------ | ------ | ------ |
| 2017  | Окленд Рэйдерс  | 16   | 33    | 34    | 97,1  | 16    | 21    | 76,2  | —      | —      | —      |
| 2018  | Атланта Фэлконс | 3    | 8     | 8     | 100,0 | 5     | 5     | 100,0 | —      | —      | —      |
| Всего | Всего           | 19   | 41    | 42    | 97,6  | 21    | 26    | 80,8  | —      | —      | —      |

### Вне футбола
Параллельно с футбольной карьерой Тавеккьо занимается бизнесом. Он является CEO компании ElevenTwelve, занимающуюся экспортом в США итальянских пасты, вина и соусов.